# Kąty Opolskie

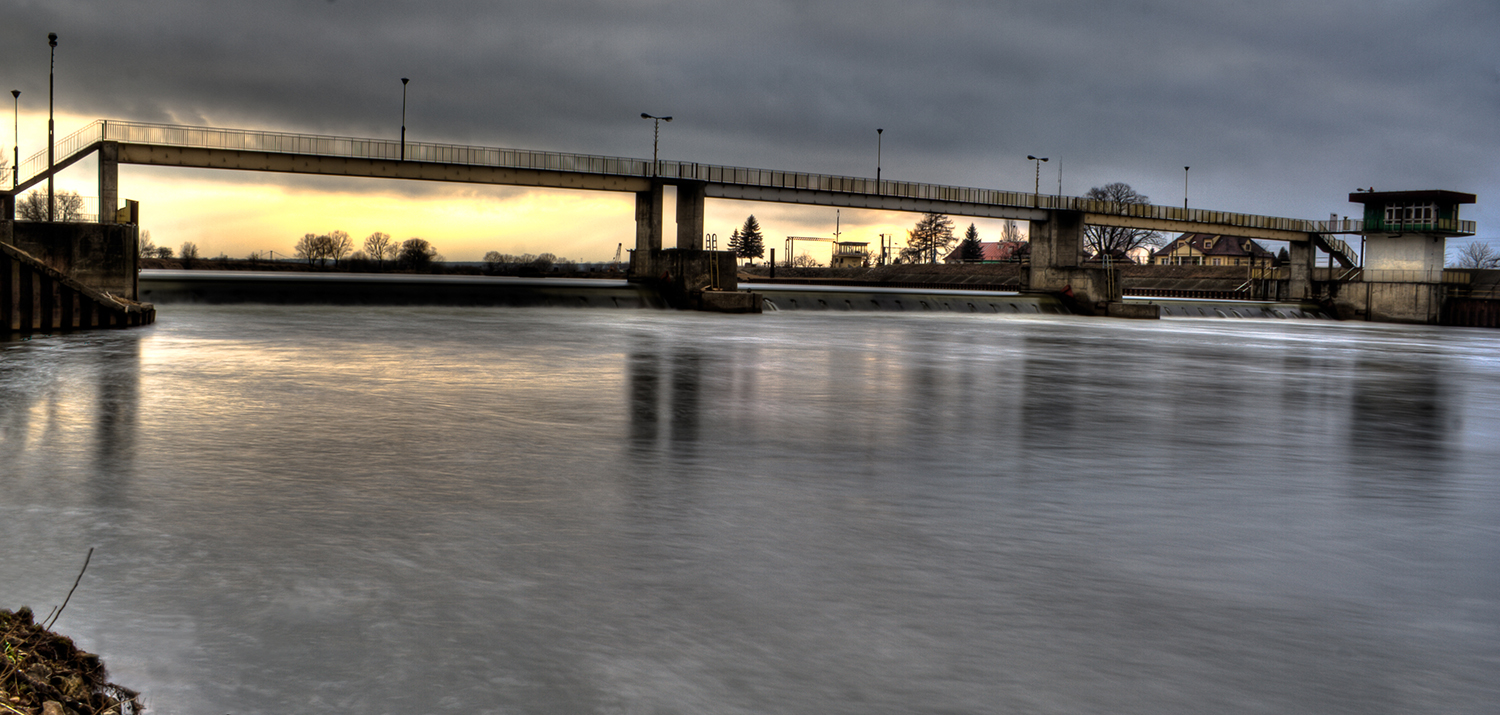
Jaz na rzece Odra nieopodal miejscowości

Kąty Opolskie – wieś w Polsce położona w województwie opolskim, w powiecie opolskim, w gminie Tarnów Opolski. 

## Historia
Wieś wzmiankowana w 1295 r. (Canthi). Od 1308 r., kiedy to książę Bolesław darował ją wraz z lasami Stanimirowi, wieś należała do szlachty prószkowskiej. W 1725 r., gdy Kąty należały do prószkowskiego hrabiego, zamieszkiwało ją 8 kmieci, 11 zagrodników i karczmarz. W 1783 r. – 9 kmieci i 11 chałupników. W 1829 r. we wsi znajdowało się 36 domów. Pierwsi osadnicy zajmowali się hodowlą bydła i rybołówstwem. W 1863 r. wieś zamieszkiwało 10 kmieci, 10 zagrodników, 32 chałupników a także karczmarz, rzeźnik, 2 handlarzy zbożem i 3 łódkarzy. W 1930 r. we wsi znajdowały się 3 sklepy kolonialne, 3 cegielnie (dużo, jak na znaczny udział kamienia wapiennego w miejscowym budownictwie), piekarnia,  2 restauracje, rzeźnia, fryzjer, skład węgla, kartofli i paszy. W 1946 r. wieś miała 787 mieszkańców, 1965 – 938, w 2006 – 952.
Podczas akcji germanizacyjnej nazw miejscowych i fizjograficznych na Górnym Śląsku historyczna nazwa niemiecka Konty została w 1936 r. zastąpiona przez administrację nazistowską sztuczną formą Oderwinkel.